# Hole.io
Hole.io é um jogo de quebra-cabeça de física de arcade de 2018 com mecânica de battle royale criado pelo estúdio francês Voodoo para Android e iOS.
Os jogadores controlam um buraco negro com uma borda colorida movendo-se pelos mapas, como Cidade, Fazenda ou Viking. Ao consumir vários objetos, os buracos aumentarão de tamanho, permitindo que os jogadores consumam objetos maiores, bem como os buracos menores de outros jogadores.
Os críticos elogiaram o jogo quando estreou, e ficou em primeiro lugar na seção de aplicativos gratuitos na App Store e no Google Play. Alguns críticos, no entanto, caracterizaram o jogo como um clone do jogo independente Donut County de 2018. Também foi criticado por ser promovido como um jogo multiplayer quando os outros "jogadores" são provavelmente NPCs controlados por computador.

## Jogabilidade
Hole.io combina várias mecânicas de jogo. No modo Clássico, o objetivo do jogador é se tornar o maior buraco negro ao final de uma rodada de dois minutos, viajando pela área e consumindo árvores, humanos, carros e outros objetos que caem no buraco negro se forem de tamanho apropriado. Gradualmente, o buraco se torna maior e capaz de sugar prédios e buracos negros menores. Se um objeto for muito grande, ele não cairá e poderá bloquear o caminho, impedindo que outros objetos passem. Os jogadores precisam utilizar a física em tempo real do jogo a seu favor e otimizar seu caminho para um crescimento efetivo. Outros buracos negros podem consumir o buraco do jogador, resultando em "morte" e reaparecendo vários segundos depois.
O modo "Battle" é um modo battle royale que coloca o jogador contra vários oponentes com o objetivo de ser o último buraco em pé. Enquanto os jogadores ainda podem consumir o ambiente, o objetivo é eliminar todos os outros buracos.
Ambos os modos Classic e "Battle" não são jogados contra jogadores, mas sim contra computadores. Além disso, existe um modo solo que permite que os jogadores joguem sozinhos com o objetivo de consumir cerca de 100% da cidade em dois minutos. A mecânica simples do jogo o coloca no gênero hiper-casual.
Os jogadores recebem pontos no final de cada rodada que contam para o seu nível. Cada nível desbloqueia novas skins para personalizar a aparência do buraco. Outras skins também podem ser desbloqueadas realizando certas tarefas ou consumindo certos objetos dentro do jogo.

## Comparação comDonut County
Donut County é um videogame independente de 2018 que estava em desenvolvimento por pelo menos seis anos antes de seu lançamento em 28 de agosto de 2018, provocando alegações do desenvolvedor desse jogo de que Voodoo copiou sua ideia. Ambos os jogos usam a mesma mecânica de um buraco no chão engolindo objetos para crescer; no entanto, Donut County também apresenta um enredo e um elenco de personagens que Hole.io não possui. Por outro lado, Hole.io adiciona uma paisagem urbana. De acordo com a Variety, toda a gama de jogos da Voodoo, desenvolvedora do Hole.io, consiste em clones de outros jogos. A Voodoo conseguiu um investimento de US$ 200 milhões do Goldman Sachs logo após o lançamento do Hole.io.
Em uma entrevista de agosto de 2018, o criador de Donut County, Ben Esposito, observou que desenvolvedores como Voodoo que clonam estavam de um lado do espectro de criação de jogos enquanto ele estava do outro lado apresentando novas ideias.

## Recepção
Logo após seu lançamento, Hole.io chegou ao topo da seção de jogos grátis na Apps Store e Google Play, recebendo mais de 10 milhões de downloads somente no Google Play.
Enquanto alguns revisores o criticaram por copiar a mecânica central de Donut County, outros caracterizaram o jogo como sendo "estranhamente satisfatório e viciante".